# Basic Latin
Basic Latin o C0 Controls and Basic Latin è un blocco Unicode. È costituito dai 128 caratteri compresi nell'intervallo U+0000-U+007F.
Introdotto nella versione 1.0 di Unicode, è un adattamento degli standard ISO/IEC 646 e ASCII.

## Tabella
| Codice                        | Carattere   | Nome                                    | Note                                                           |
| C0 controls                   | C0 controls | C0 controls                             | C0 controls                                                    |
| ----------------------------- | ----------- | --------------------------------------- | -------------------------------------------------------------- |
| U+0000                        |             | <control> = NULL                        | NUL                                                            |
| U+0001                        | �           | <control> = START OF HEADING            | SOH                                                            |
| U+0002                        | �           | <control> = START OF TEXT               | STX                                                            |
| U+0003                        | �           | <control> = END OF TEXT                 | ETX                                                            |
| U+0004                        | �           | <control> = END OF TRANSMISSION         | EOT                                                            |
| U+0005                        | �           | <control> = ENQUIRY                     | ENQ                                                            |
| U+0006                        | �           | <control> = ACKNOWLEDGE                 | ACK                                                            |
| U+0007                        | �           | <control> = BELL                        | BEL                                                            |
| U+0008                        | �           | <control> = BACKSPACE                   | BS                                                             |
| U+0009                        |             | <control> = CHARACTER TABULATION        | HT (horizontal tabulation), tab                                |
| U+000A                        |             | <control> = LINE FEED                   | LF, NL (new line), EOL (end of line)                           |
| U+000B                        |             | <control> = LINE TABULATION             | VT (vertical tabulation)                                       |
| U+000C                        |             | <control> = FORM FEED                   | FF                                                             |
| U+000D                        |             | <control> = CARRIAGE RETURN             | CR                                                             |
| U+000E                        | �           | <control> = SHIFT OUT                   | SO, LOCKING-SHIFT ONE                                          |
| U+000F                        | �           | <control> = SHIFT IN                    | SI, LOCKING-SHIFT ZERO                                         |
| U+0010                        | �           | <control> = DATA LINK ESCAPE            | DLE                                                            |
| U+0011                        | �           | <control> = DEVICE CONTROL ONE          | DC1                                                            |
| U+0012                        | �           | <control> = DEVICE CONTROL TWO          | DC2                                                            |
| U+0013                        | �           | <control> = DEVICE CONTROL THREE        | DC3                                                            |
| U+0014                        | �           | <control> = DEVICE CONTROL FOUR         | DC4                                                            |
| U+0015                        | �           | <control> = NEGATIVE ACKNOWLEDGE        | NAK                                                            |
| U+0016                        | �           | <control> = SYNCHRONOUS IDLE            | SYN                                                            |
| U+0017                        | �           | <control> = END OF TRANSMISSION BLOCK   | ETB                                                            |
| U+0018                        | �           | <control> = CANCEL                      | CAN                                                            |
| U+0019                        | �           | <control> = END OF MEDIUM               | EM                                                             |
| U+001A                        | �           | <control> = SUBSTITUTE                  | SUB                                                            |
| U+001B                        | �           | <control> = ESCAPE                      | ESC                                                            |
| U+001C                        |             | <control> = INFORMATION SEPARATOR FOUR  | FS (file separator)                                            |
| U+001D                        |             | <control> = INFORMATION SEPARATOR THREE | GS (group separator)                                           |
| U+001E                        |             | <control> = INFORMATION SEPARATOR TWO   | RS (record separator)                                          |
| U+001F                        |             | <control> = INFORMATION SEPARATOR ONE   | US (unit separator)                                            |
| ASCII punctuation and symbols |             |                                         |                                                                |
| U+0020                        |             | SPACE                                   | SP                                                             |
| U+0021                        | !           | EXCLAMATION MARK                        | [ 3 ]                                                          |
| U+0022                        | "           | QUOTATION MARK                          | senza distinzione tra aperta e chiusa                          |
| U+0023                        | #           | NUMBER SIGN                             | [ 3 ]                                                          |
| U+0024                        | $           | DOLLAR SIGN                             | usato anche per il milréis e l'escudo                          |
| U+0025                        | %           | PERCENT SIGN                            | [ 3 ]                                                          |
| U+0026                        | &           | AMPERSAND                               | [ 3 ]                                                          |
| U+0027                        | '           | APOSTROPHE                              | apostrofo diritto                                              |
| U+0028                        | (           | LEFT PARENTHESIS                        | parentesi tonda aperta                                         |
| U+0029                        | )           | RIGHT PARENTHESIS                       | parentesi tonda chiusa                                         |
| U+002A                        | *           | ASTERISK                                | [ 3 ]                                                          |
| U+002B                        | +           | PLUS SIGN                               | [ 3 ]                                                          |
| U+002C                        | ,           | COMMA                                   | separatore decimale                                            |
| U+002D                        | -           | HYPHEN-MINUS                            | usato come tratto d'unione o meno                              |
| U+002E                        | .           | FULL STOP                               | usato come separatore decimale                                 |
| U+002F                        | /           | SOLIDUS                                 | slash                                                          |
| ASCII digits                  |             |                                         |                                                                |
| U+0030                        | 0           | DIGIT ZERO                              |                                                                |
| U+0031                        | 1           | DIGIT ONE                               |                                                                |
| U+0032                        | 2           | DIGIT TWO                               |                                                                |
| U+0033                        | 3           | DIGIT THREE                             |                                                                |
| U+0034                        | 4           | DIGIT FOUR                              |                                                                |
| U+0035                        | 5           | DIGIT FIVE                              |                                                                |
| U+0036                        | 6           | DIGIT SIX                               |                                                                |
| U+0037                        | 7           | DIGIT SEVEN                             |                                                                |
| U+0038                        | 8           | DIGIT EIGHT                             |                                                                |
| U+0039                        | 9           | DIGIT NINE                              |                                                                |
| ASCII punctuation and symbols |             |                                         |                                                                |
| U+003A                        | :           | COLON                                   | viene utilizzato per la divisione                              |
| U+003B                        | ;           | SEMICOLON                               | utilizzato come punto interrogativo greco                      |
| U+003C                        | <           | LESS-THAN SIGN                          |                                                                |
| U+003D                        | =           | EQUALS SIGN                             |                                                                |
| U+003E                        | >           | GREATER-THAN SIGN                       |                                                                |
| U+003F                        | ?           | QUESTION MARK                           |                                                                |
| U+0040                        | @           | COMMERCIAL AT                           |                                                                |
| Uppercase Latin alphabet      |             |                                         |                                                                |
| U+0041                        | A           | LATIN CAPITAL LETTER A                  |                                                                |
| U+0042                        | B           | LATIN CAPITAL LETTER B                  |                                                                |
| U+0043                        | C           | LATIN CAPITAL LETTER C                  |                                                                |
| U+0044                        | D           | LATIN CAPITAL LETTER D                  |                                                                |
| U+0045                        | E           | LATIN CAPITAL LETTER E                  |                                                                |
| U+0046                        | F           | LATIN CAPITAL LETTER F                  |                                                                |
| U+0047                        | G           | LATIN CAPITAL LETTER G                  |                                                                |
| U+0048                        | H           | LATIN CAPITAL LETTER H                  |                                                                |
| U+0049                        | I           | LATIN CAPITAL LETTER I                  | maiuscola di ı (LATIN SMALL LETTER DOTLESS I, U+0131)          |
| U+004A                        | J           | LATIN CAPITAL LETTER J                  |                                                                |
| U+004B                        | K           | LATIN CAPITAL LETTER K                  |                                                                |
| U+004C                        | L           | LATIN CAPITAL LETTER L                  |                                                                |
| U+004D                        | M           | LATIN CAPITAL LETTER M                  |                                                                |
| U+004E                        | N           | LATIN CAPITAL LETTER N                  |                                                                |
| U+004F                        | O           | LATIN CAPITAL LETTER O                  |                                                                |
| U+0050                        | P           | LATIN CAPITAL LETTER P                  |                                                                |
| U+0051                        | Q           | LATIN CAPITAL LETTER Q                  |                                                                |
| U+0052                        | R           | LATIN CAPITAL LETTER R                  |                                                                |
| U+0053                        | S           | LATIN CAPITAL LETTER S                  |                                                                |
| U+0054                        | T           | LATIN CAPITAL LETTER T                  |                                                                |
| U+0055                        | U           | LATIN CAPITAL LETTER U                  |                                                                |
| U+0056                        | V           | LATIN CAPITAL LETTER V                  |                                                                |
| U+0057                        | W           | LATIN CAPITAL LETTER W                  |                                                                |
| U+0058                        | X           | LATIN CAPITAL LETTER X                  |                                                                |
| U+0059                        | Y           | LATIN CAPITAL LETTER Y                  |                                                                |
| U+005A                        | Z           | LATIN CAPITAL LETTER Z                  |                                                                |
| ASCII punctuation and symbols |             |                                         |                                                                |
| U+005B                        | [           | LEFT SQUARE BRACKET                     | parentesi quadra aperta                                        |
| U+005C                        | \           | REVERSE SOLIDUS                         | backslash                                                      |
| U+005D                        | ]           | RIGHT SQUARE BRACKET                    | parentesi quadra chiusa                                        |
| U+005E                        | ^           | CIRCUMFLEX ACCENT                       |                                                                |
| U+005F                        | _           | LOW LINE                                | underscore                                                     |
| U+0060                        | `           | GRAVE ACCENT                            |                                                                |
| Lowercase Latin alphabet      |             |                                         |                                                                |
| U+0061                        | a           | LATIN SMALL LETTER A                    |                                                                |
| U+0062                        | b           | LATIN SMALL LETTER B                    |                                                                |
| U+0063                        | c           | LATIN SMALL LETTER C                    |                                                                |
| U+0064                        | d           | LATIN SMALL LETTER D                    |                                                                |
| U+0065                        | e           | LATIN SMALL LETTER E                    |                                                                |
| U+0066                        | f           | LATIN SMALL LETTER F                    |                                                                |
| U+0067                        | g           | LATIN SMALL LETTER G                    |                                                                |
| U+0068                        | h           | LATIN SMALL LETTER H                    |                                                                |
| U+0069                        | i           | LATIN SMALL LETTER I                    | minuscola di İ (LATIN CAPITAL LETTER I WITH DOT ABOVE, U+0130) |
| U+006A                        | j           | LATIN SMALL LETTER J                    |                                                                |
| U+006B                        | k           | LATIN SMALL LETTER K                    |                                                                |
| U+006C                        | l           | LATIN SMALL LETTER L                    |                                                                |
| U+006D                        | m           | LATIN SMALL LETTER M                    |                                                                |
| U+006E                        | n           | LATIN SMALL LETTER N                    |                                                                |
| U+006F                        | o           | LATIN SMALL LETTER O                    |                                                                |
| U+0070                        | p           | LATIN SMALL LETTER P                    |                                                                |
| U+0071                        | q           | LATIN SMALL LETTER Q                    |                                                                |
| U+0072                        | r           | LATIN SMALL LETTER R                    |                                                                |
| U+0073                        | s           | LATIN SMALL LETTER S                    |                                                                |
| U+0074                        | t           | LATIN SMALL LETTER T                    |                                                                |
| U+0075                        | u           | LATIN SMALL LETTER U                    |                                                                |
| U+0076                        | v           | LATIN SMALL LETTER V                    |                                                                |
| U+0077                        | w           | LATIN SMALL LETTER W                    |                                                                |
| U+0078                        | x           | LATIN SMALL LETTER X                    |                                                                |
| U+0079                        | y           | LATIN SMALL LETTER Y                    |                                                                |
| U+007A                        | z           | LATIN SMALL LETTER Z                    |                                                                |
| ASCII punctuation and symbols |             |                                         |                                                                |
| U+007B                        | {           | LEFT CURLY BRACKET                      | parentesi graffa aperta                                        |
| U+007C                        | \|          | VERTICAL LINE                           | in coppia viene usato per indicare il valore assoluto          |
| U+007D                        | }           | RIGHT CURLY BRACKET                     | parentesi graffa chiusa                                        |
| U+007E                        | ~           | TILDE                                   |                                                                |
| Control character             |             |                                         |                                                                |
| U+007F                        |             | <control> = DELETE                      | DEL                                                            |

## Tabella compatta di caratteri

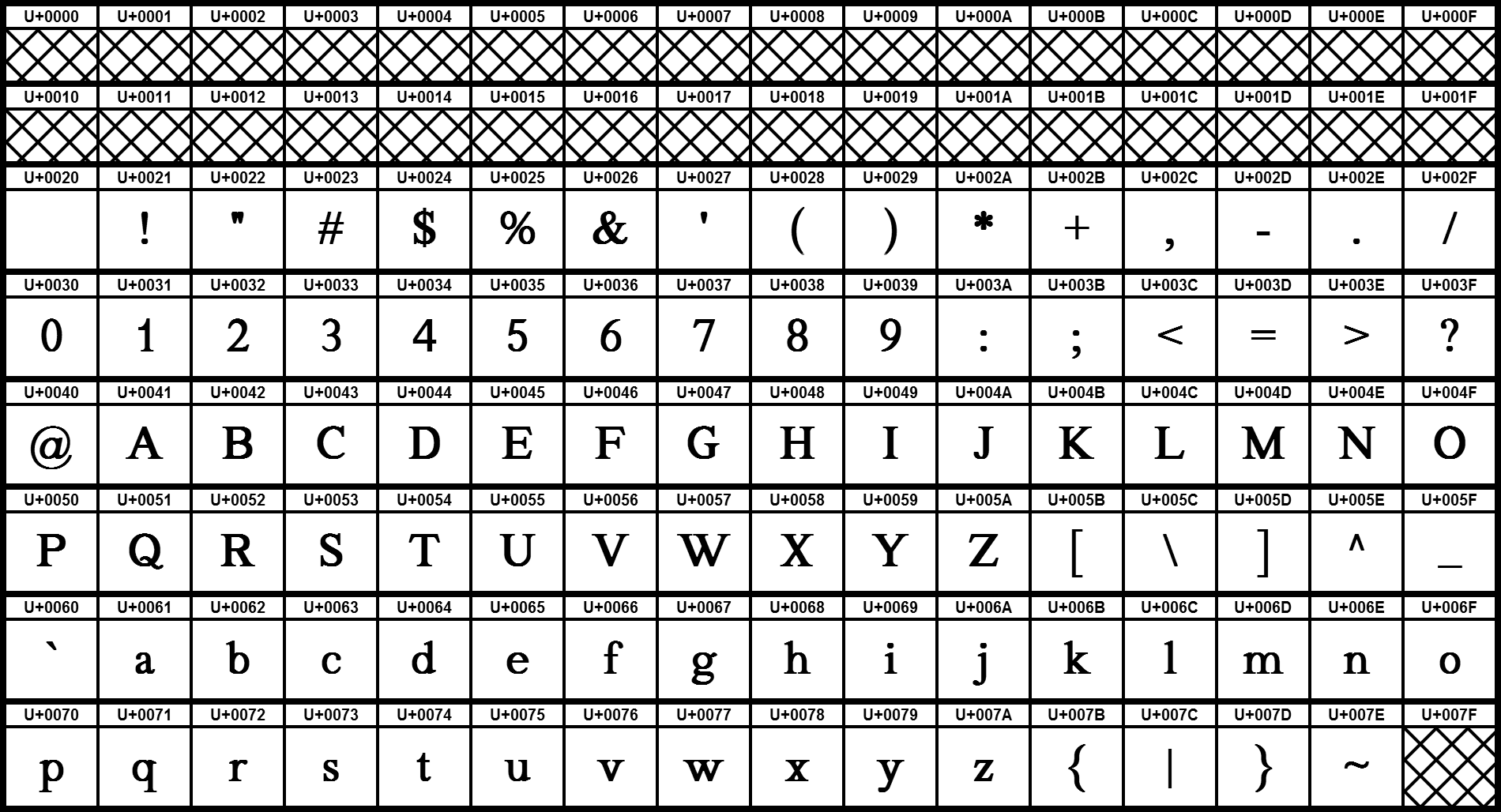
Basic Latin

|     | 0   | 1   | 2   | 3   | 4   | 5   | 6   | 7   | 8   | 9  | A   | B   | C  | D  | E  | F   |
| --- | --- | --- | --- | --- | --- | --- | --- | --- | --- | -- | --- | --- | -- | -- | -- | --- |
| 000 | NUL | SOH | STX | ETX | EOT | ENQ | ACK | BEL | BS  | HT | LF  | VT  | FF | CR | SO | SI  |
| 001 | DLE | DC1 | DC2 | DC3 | DC4 | NAK | SYN | ETB | CAN | EM | SUB | ESC | FS | GS | RS | US  |
| 002 | SP  | !   | "   | #   | $   | %   | &   | '   | (   | )  | *   | +   | ,  | -  | .  | /   |
| 003 | 0   | 1   | 2   | 3   | 4   | 5   | 6   | 7   | 8   | 9  | :   | ;   | <  | =  | >  | ?   |
| 004 | @   | A   | B   | C   | D   | E   | F   | G   | H   | I  | J   | K   | L  | M  | N  | O   |
| 005 | P   | Q   | R   | S   | T   | U   | V   | W   | X   | Y  | Z   | [   | \  | ]  | ^  | _   |
| 006 | `   | a   | b   | c   | d   | e   | f   | g   | h   | i  | j   | k   | l  | m  | n  | o   |
| 007 | p   | q   | r   | s   | t   | u   | v   | w   | x   | y  | z   | {   | \| | }  | ~  | DEL |